# SPICA
SPICA S.p.A. (Società Pompe Iniezione Cassani & Affini) è stata un'azienda italiana di sistemi di iniezione, candele, e parti per automotive.
Il suo logo storico era composto da un triangolo che accoglieva al suo interno l'immagine stilizzata di una pompa sovrastante la scritta "SPICA" in stampatello.

## Storia
La società fu fondata da Francesco e Eugenio Cassani nel 1932, a Milano, con l'acronimo di SPICA (Società pompe iniezione Cassani e Affini), nel solco della richiesta dell'industria automobilistica italiana di affrancarsi, per i componenti, dalle forniture straniere.
Nel 1938 la società divenne di proprietà di Luigi Orlando e Costanzo Ciano, che speravano così di trasformarla in uno strumento per la produzione nazionale anche bellica, e trasferì la sede sociale a Livorno, in via Grotta delle Fate 22, continuando a produrre pompe a iniezione per motori diesel nella fabbrica di via San Martino, nel quartiere di Ardenza. Nel 1941, quando la seconda guerra mondiale era iniziata, e mentre la Bosch tentava la sua acquisizione, il capitale italiano di Spica fu ceduto all'amministrazione di IRI, e gestito da Alfa Romeo, divenendo anche fornitore primario dell'azienda milanese. Nel 1942 i fondatori lasciarono così la società fondando, assieme, la SAME (Società Accomandita Motori Endotermici).
Agli inizi degli anni settanta la Spica si trovò ad essere tra i leader nel mercato, grazie alle richieste di Alfa Romeo (che all'epoca aveva iniziato a produrre la Montreal, dotata di un'iniezione meccanica sviluppata dalla ditta) e alla possibilità di produrre accessori e consumabili (quali candele e ammortizzatori) utilizzate anche da automibili di altri marchi. La meccanizzazione della produzione rese necessaria la progettazione e lo spostamento in una nuova sede, eretta in via Federico Enriques 35, a Livorno.
Nel tempo, oltre alle pompe diesel, la Spica aveva infatti iniziato a produrre candelette, ammortizzatori, pompe ad acqua e a olio, sterzi a cremagliera, fino alle candele per auto. Queste ultime vennero prodotte anche su licenza Lodge. I componenti erano prodotti sia su disegno dei tecnici Alfa Romeo, sia su progetti interni, e venduti quindi con marchio Alfa o come ricambio.
L'azienda raggiunse la massima evoluzione all'inizio degli anni ottanta. Nel gennaio 1988 passò, assieme al gruppo Alfa Romeo, alla Fiat.
La Fiat cedette l'azienda quasi immediatamente; nel 1989 fu siglata la vendita dell'impianto produttivo alla multinazionale britannica Delphi che, dismesso il marchio Spica e cessata la produzione, utilizzò sede, macchinari e maestranze per assemblare i propri accessori a listino. Delphi, che frazionò l'azienda cedendone parte alla statunitense TRW, si liberò definitivamente della ex-Spica nel 1995, cedendo l'azienda a TRW; la fabbrica divenne così TRW Automotive Italia e fu nuovamente convertita alla produzione di componenti ordinata dalla multinazionale statunitense. Fiat auto mantenne però la proprietà del fabbricato (affittando le mura a Delphi e TRW), attraverso una serie di passaggi immobiliari interni. Solo nel 2001 da Fiat Partecipazioni la proprietà passò a "Intesa Leasing", finendo a una società chiamata "Realty One".
Nel contempo la sede storica di Ardenza, a Livorno, risalente al 1938 e caratterizzata da una facciata che riporta in caratteri cubitali il nome "Spica", fu riconvertita ad altre attività.

### Chiusura
Nel 2014 la TRW ha decretato la chiusura dell'impianto italiano, licenziando tutti i dipendenti e smantellando le strutture di via Enriques, nonostante trattative e proposte intavolate anche da parte del governo italiano.